# Mineko Iwasaki

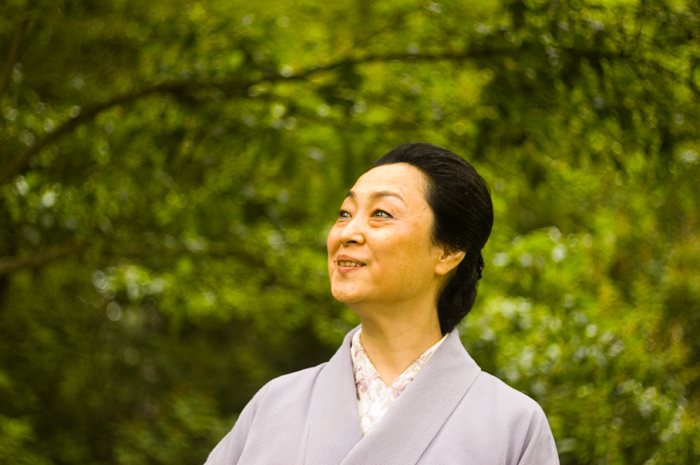
Mineko Iwasaki en 2008.

Mineko Iwasaki (岩崎峰子 a.k.a.岩崎究香?), llamada al nacer Masako Tanaka (田中政子?), nació el 2 de noviembre de 1949 en Kioto. Fue la mejor geiko (geisha) japonesa hasta que decidió dejar repentinamente su oficio con 29 años. Su historia podría haber terminado allí, y habría sido relativamente desconocida fuera de Japón, si no fuera por su relación con Arthur Golden y su libro Memoirs of a Geisha.

## Biografía
Mineko dejó su casa para comenzar a estudiar danza tradicional japonesa en la okiya Iwasaki en el distrito de Gion, en 
Kioto, cuando tan sólo contaba 5 años de edad. Fue legalmente adoptada por la dueña de la okiya, la señora Oima, y tomó el nombre de la familia, Iwasaki. Fue elegida como atotori de la casa (heredera): cuando la señora Oima terminara siendo demasiado mayor para hacerse cargo del negocio, sería tarea de Mineko el hacerlo. Mineko se convirtió en maiko (aprendiz de geiko) con 15 años. Hacia la edad de 21 se labró una reputación como la mejor bailarina y maiko de Japón. Pasó a ser geiko oficialmente en ese tiempo.
Mineko trabajó hasta el límite, tanto física como mentalmente. Contrajo una enfermedad de riñón que casi termina con su vida, pero se recobró y protagonizó una exitosa vuelta a la comunidad de las geiko. Iwasaki entretuvo a numerosas celebridades y dignatarios extranjeros como la Reina Isabel del Reino Unido, y al príncipe Carlos de Inglaterra. Su fama y éxito le grangearon muchos admiradores, y generalmente era feliz en la okiya Iwasaki. También su fama la hizo objeto de celos y rumores, y muchas veces fue expuesta a acosos físicos tanto en las actuaciones como en público. En su autobiografía describe cómo se tuvo que defender con un trozo de bambú de una cesta que llevaba cuando un grupo de hombres la asaltaron en plena calle.
Mineko Iwasaki se retiró inesperadamente en la cima de su carrera. Se suele decir que terminó frustrada con las obligaciones del tradicional mundo de las geiko y que quería crear su propia familia. Iwasaki se casó con un artista llamado Jinichiro Sato, tuvo una hija llamada Koko (a veces llamada Kosuke por su actitud masculina) y vive en un barrio de Kioto.

## Problemas legales con "Memorias de una geisha"
Iwasaki fue una de las varias geishas a las que el autor Arthur Golden entrevistó mientras escribía su novela "Memorias de una geisha". Ella accedió a hablar con Golden a condición de que su intervención fuera confidencial. Sin embargo Golden reveló su identidad mencionando su nombre en los agradecimientos del libro, así como en varias entrevistas a nivel nacional. Después de que Memorias... fuera publicado, Iwasaki recibió críticas e incluso amenazas de muerte por violar el tradicional código de silencio de las geishas.
Iwasaki se sintió traicionada por el uso por parte de Golden de una información que ella consideraba confidencial, así como por la manera en que él dio la vuelta a la realidad, y denunció que Memorias... era una inexacta deformación de la vida de una geiko. Iwasaki se sintió particularmente ofendida por el retrato que se daba en la novela de una geisha que entretiene ejerciendo una especie de prostitución ritualizada. Por ejemplo, en la novela la virginidad (llamada "mizuage" en la obra) de Sayuri, el personaje principal, es subastada al mejor postor. Iwasaki declaró que no sólo esto no le pasó a ella, sino que no existía ninguna clientela de esta clase en Gion. Parte del malestar de Iwasaki con Memorias... puede haber sido causado también porque el personaje de Sayuri parece obviamente hecho a imagen y semejanza de Iwasaki, y porque la mayoría de personajes principales del libro y sucesos eran paralelos a su vida. Estos personajes y sus experiencias son muchas veces retratados de forma negativa en Memorias..., aun cuando sus referentes reales eran positivos para Iwasaki.
Iwasaki demandó a Golden por incumplimiento de un acuerdo y difamación de personaje en 2001. El juicio terminó con un acuerdo amistoso en febrero de 2003.

## Su propia historia:Vida de una geisha
Tras la publicación de "Memorias..." Iwasaki decidió escribir su autobiografía, para hacer frente a la ficción del libro de Golden. Su libro, del que fue coautor Rande Gail Brown fue publicado como "Geisha, a life" en los Estados Unidos, como "Geisha of Gion" en el Reino Unido y como "Vida de una Geisha" en España. Allí detalla sus experiencias anteriores, durante y después de su tiempo como geiko hasta la salida de ese mundo. El libro se ha convertido en un éxito de ventas en todo el mundo.